# François Galderoux
François Joseph Galderoux (Wibrin, 24 oktober 1880 - Bouillon, 22 januari 1969) was een Belgisch senator.

## Levensloop
Galderoux was beroepshalve stationschef.
In 1939 werd hij verkozen tot katholiek senator voor de provincie Luxemburg. Hij vervulde dit mandaat tot 1946.